# Massala hieroglyphica
Massala hieroglyphica är en fjärilsart som beskrevs av Walker 1867. Massala hieroglyphica ingår i släktet Massala och familjen nattflyn. Inga underarter finns listade i Catalogue of Life.